# Marszałek (utwór Kochanowskiego)
Marszałek – list poetycki autorstwa Jana Kochanowskiego.
Utwór, napisany w języku polskim, powstał prawdopodobnie po roku 1570, być może w latach 1572-1574, a wydany został w 1585/1586. Świadczy on o rozluźnieniu się związków Kochanowskiego z dworem królewskim, które miało miejsce ok. 1569–1570. List skierowany jest do marszałka nadwornego, niewymienionego jednak z nazwiska (w latach 70. XVI w. funkcję tę pełnili kolejno: Stanisław Barzi, Andrzej Opaliński i Andrzej Zborowski). Kochanowski wykłada w utworze powody swojego odsunięcia się od dworu.